# دانشگاه برسلاو
دانشگاه وروسلاو (به لهستانی: Uniwersytet Wrocławski)؛ (به آلمانی: Universität Breslau)؛ (به لاتین: Universitas Wratislaviensis) یک دانشگاه تحقیقاتی عمومی واقع در وروسلاو لهستان است. این دانشگاه در سال ۱۷۰۲ تأسیس شده و یکی از قدیمی‌ترین نهادهای دانشگاهی در سطح آموزش عالی در مرکز اروپا است. دانشگاه وروسلاو در طول تاریخ خود، از یک مرکز آموزش عالی برای کشورهای آلمانی زبان تا تغییرات ارضی آلمان پس از جنگ جهانی دوم باقی‌مانده‌است.